# Max (cigogne)
Pour les articles homonymes, voir Max.
Max est une cigogne blanche née en mai 1999 à proximité de la commune d'Avenches en Suisse et morte courant décembre 2012 en Espagne à l'âge de 13 ans et demi.
Baguée et équipée d'une balise Argos le 5 juillet 1999, les cycles de migration de Max sont suivis par le Musée d'histoire naturelle de Fribourg.

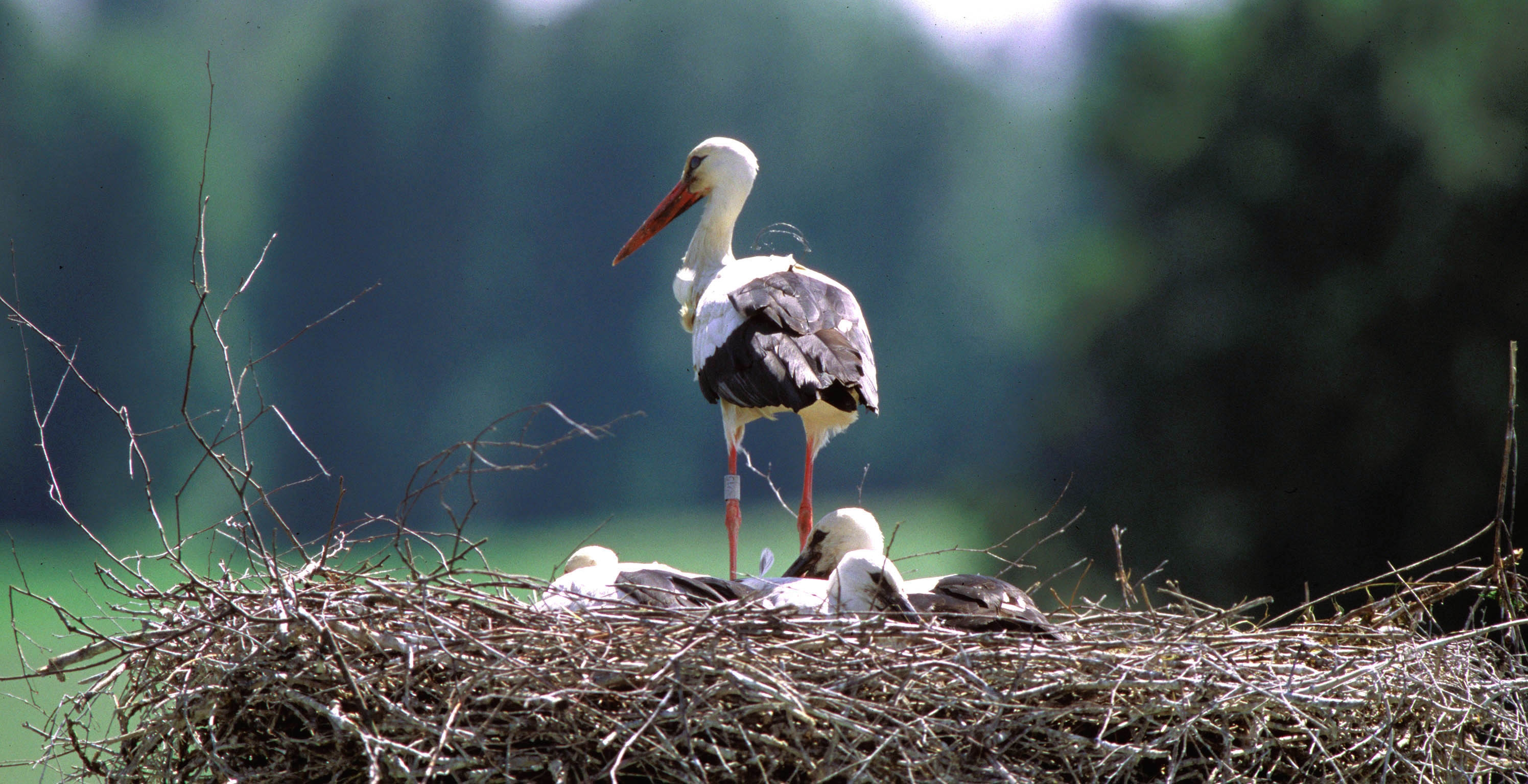
Photographie de Max la cigogne dans son nid (Suisse) avec ses trois cigogneaux

Depuis 2010, Max détient le record mondial de longévité d'un animal équipé d'un équipement de suivi.

## Histoire
La cigogne blanche "Max" est née autour du 20 mai 1999. Elle a été baguée (N°6215) et munie d'une balise Argos le 5 juillet 1999 et peut, depuis lors, être suivie par des satellites. Au nid, il n'est pas possible de déterminer le sexe. Cette cigogne a été baptisée "Max" en hommage à Max Bloesch (1908-1997) qui depuis 1948, a réintroduit à Altreu (SO) de jeunes Cigognes provenant d'Alsace et d'Europe de l'Est. De 1955 à 1961, 262 jeunes cigognes provenant d'Algérie ont été introduites en Suisse. En 1960, un couple non captif nicha à nouveau pour la première fois en Suisse et depuis, la population a augmenté. De fait, notre cigogne balisée Max est une femelle.
Max a pour mère une cigogne née à Mannheim (Allemagne). Cette dernière avait été baguée le 19 juin 1997 (Radolfzell / Germania / 06407) et, lors de sa migration, avait fait halte à Bulle où, affaiblie, elle avait été capturée, le 4 septembre 1997. Placée dans la station de soins pour animaux sauvages du Musée d’histoire naturelle de Fribourg, elle avait été soignée, puis relâchée le 12 septembre 1997 au Haras national d’Avenches. Elle devint sédentaire, nicha pour la première fois en 1999 et éleva un jeune (Max). 
Quant à Max, elle a niché pour la première fois en 2002 et a depuis lors élevé 31 jeunes. Max est migratrice et a franchi le détroit de Gibraltar à seize reprises, mais à partir de l'hiver 2007-2008, Max a choisi l'Espagne pour ses quartiers d'hiver. Néanmoins, chaque année, elle est revenue à Tüfingen (commune de Salem (D) pour nicher.